# Księstwo połockie
Księstwo połockie – pierwsze ruskie księstwo udzielne ze stolicą w Połocku, powstałe z wydzielenia z Rusi Kijowskiej w końcu X wieku. Istniało jako niezależny byt państwowy z przerwami do ok. 1392 roku.

## Lokalizacja
Obszary nad Połotą zamieszkane były przez plemię Połoczan, sąsiadujących od północy i południowego zachodu z Bałtami i ludami ugrofińskimi, od południa i wschodu – z Dregowiczami i Krywiczami. Księstwo połockie obejmowało swoim obszarem ziemie w basenie Dźwiny, górnym biegu Berezyny i Niemna. Ulokowane było w północno-zachodniej części Rusi Kijowskiej, co korzystnie wpływało na ekonomiczną pozycję księstwa ze względu na dogodny szlak wodny pomiędzy Bałtykiem a Morzem Czarnym.

## Historia

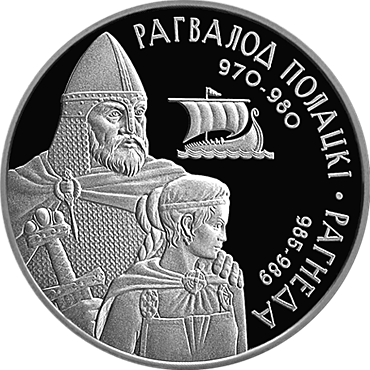
Rogwołod z córką Rognedą, białoruska moneta pamiątkowa, rewers (2006)

Najwcześniejsza pisemna wzmianka o Połocku pochodzi z XII-wiecznej Powieści minionych lat – w kontekście objęcia władzy w Kijowie przez Ruryka w 865 roku. Na przełomie IX i X wieku miasto podbił Oleg Mądry i włączył je do Rusi Kijowskiej. Rządy nad nim jednak sprawowali nie Rurykowicze, ale lokalni przedstawiciele rodu wareskiego.
Początkowo Połock był podporządkowany politycznie kijowskim Waregom, później wraz z Kijowem przeszedł we władanie Rurykowiczów. W ramach Rusi Kijowskiej księstwo miało pewną odrębność, co potwierdza oddzielny zapis o udziale drużyn połockich w wyprawach ruskich na Bizancjum w latach 907 i 911. W końcu Połock całkowicie oddzielił się od Rusi, o czym świadczy pojawienie się pierwszego poświadczonego źródłowo, najprawdopodobniej niemającego nic wspólnego z Rurykowiczami, księcia połockiego Ragwołoda, panującego w trzecim ćwierćwieczu X wieku. W sporze między synami Światosława – Jaropełkiem a Włodzimierzem Rogwołod opowiedział się po stronie Jaropełka. Sukces odniósł Włodzimierz, który w odwecie zajął Połock, zgładził Rogwołoda i poślubił jego córkę Rognedę. Później Włodzimierz osadził w Połocku swojego małoletniego syna Izjasława, prawdopodobnie pod regencją matki Rognedy, choć prawdopodobne jest też, że małoletni jeszcze wówczas Iziasław rządził księstwem połockim z Zasławia, a gdy dorósł, obrał Połock jako swoją rezydencję.
W XI wieku, dzięki swojemu położeniu geograficznemu, Połock faktycznie uniezależnił się od Kijowa, co powodowało szereg konfliktów z południem i walk o dominację w regionie. O ile Iziasław był księciem udzielnym (taki był też zamiar jego ojca), o tyle jego syn Briaczysław Iziasławicz mógł sobie już pozwolić na politykę ekspansywną: przyłączył ziemię między Dźwiną a Dzisną, gdzie powstał gród Brasław. Po nieudanej agresji na Nowogród Wielki w 1021 roku, przyszło Briaczysławowi do końca życia toczyć wojny z Jarosławem I Mądrym. Rządy jego syna, Wsiesława Briaczysławicza, przyniosły dalsze umocnienie pozycji księstwa. Integralność księstwa uległa rozpadowi po śmierci w 1101 roku Wsiesława Briaczysławicza, który jeszcze za życia podzielił je pomiędzy sześciu lub siedmiu synów (liczba spadkobierców jest dyskusyjna). Księciem na Połocku został najstarszy Dawid Wsiesławicz.
Wskutek rozdrobnienia księstwa o władzę zwierzchnią walczyli w XII wieku trzy ważniejsze linie potomków Wsieława – witebska, mińska i drucka. Konflikty wewnętrzne przyczyniły się do osłabienia księstwa i późniejszej utracie części terytorium na rzecz księstw smoleńskiego, czernihowskiego, nowogrodzkiego, plemiennych księstw litewskich oraz Zakonu Krzyżackiego. W 1129 roku Mścisław I Harald zajął Połock i zesłał lokalnych książąt do Bizancjum, skąd za jego zgodą powrócili w 1132 roku. W 1132 roku Wasyłko I Światosławicz odbił księstwo i rządził nim do śmierci w 1144 roku. Ta przyniosła jednak nowe walki o następstwo po nim, interwencję sąsiadów i dalsze osłabienie.
W czwartej dekadzie XIII wieku księstwo połockie zostało zajęte przez Litwę, zachowując względną niezależność do śmierci Andrzeja Olgierdowica i jego następcy Skirgiełły (koniec XIV wieku). W 1392 roku zostało przekształcone na województwo w składzie państwa polsko-litewskiego. W 1772 roku ziemia połocka weszła w skład Imperium Rosyjskiego. Współcześnie Połock jest miastem rejonowym w składzie obwodu witebskiego Republiki Białorusi.

## Udziały
Po 1101 roku z księstwa połockiego wydzieliły się następujące księstwa:
- Księstwo borysowskie
- Księstwo gorodneńskie
- Księstwo gorodcowskie
- Księstwo hercygskie
- Księstwo izjasławlskie
- Księstwo druckie
- Księstwo drucko-podbereskie
- Księstwo kukiejnoskie
- Księstwo łagoskie
- Księstwo ługowskie
- Księstwo mińskie
- Księstwo streżebskie
- Księstwo witebskie

## Sukcesja na tronie połockim
Genealogia książąt połockich jest powikłana, nie istnieje wspólne stanowisko na temat następstwa i stopnia pokrewieństwa władców na tronie książęcym, wielu z nich nie da się ustalić. Kroniki połockie nie zachowały się. Krótkie, czasem wykluczające się nawzajem, informacje o księstwie pochodzą od autorów często wrogo nastawionych do Połoczan. Brak wystarczającej ilości źródeł pisanych powoduje niekonsekwencję w imionach książąt, którzy w źródłach byli nazywani imionami chrześcijańskimi i pogańskimi, oraz cząstkowymi wzmiankami o książętach, których tytułowano według ich dzielnicy z pominięciem imienia lub tylko wzmiankowano z patronimika. Komplikują sprawę także sporne informacje o życiu i małżeństwach księżniczek połockich. Z powodu braku wiarygodnych źródeł genealogia książąt połockich pozostaje dotąd nierozwikłana. Poniższa lista jest w części rekonstruowana, a niektóre zawarte w niej dane mogą być podawane w wątpliwość.
| Imię                      | Okres panowania                 | II panowanie  | III panowanie | Ilustracja |
| ------------------------- | ------------------------------- | ------------- | ------------- | ---------- |
| Rogwołod                  | ok. 945–978                     |               |               |            |
| Rurykowicze               |                                 |               |               |            |
| Włodzimierz I Wielki      | ok. 975–989                     |               |               |            |
| Iziasław Włodzimierzowicz | ok. 988–1001                    |               |               |            |
| Wsiesław Iziasławicz      | 1001–1003                       |               |               |            |
| Briaczysław Iziasławicz   | 1003–1044                       |               |               |            |
| Wsiesław Briaczysławicz   | 1044–1067                       | 1069          | 1071–1101     |            |
| Mścisław Iziasławicz      | 1067–1068                       |               |               |            |
| okres bez władzy          | 1067–1068                       |               |               |            |
| Światopełk II Michał      | 1069–1071                       |               |               |            |
| Dawid Wsiesławicz         | 1101–1127                       | 1128–1129     |               |            |
| Rogwołod II Wsiesławicz   | 1127–1128                       |               |               |            |
| Izjasław II Pantelejmon   | 1129–1132                       |               |               |            |
| Świętopełk II Mścisławicz | 1132                            |               |               |            |
| Wasylko I Światosławicz   | 1132–1144                       |               |               |            |
| Rogwołod III Borys        | 1144–1151                       | 1158–1162     |               |            |
| Rościsław Glebowicz       | 1151–1158                       |               |               |            |
| Wsiesław Wasilkowicz      | 1162–1167                       | 1167–1175     | 1178–1186     |            |
| Wołodar Glebowicz         | 1167                            |               |               |            |
| brak danych               | 1175–1178                       |               |               |            |
| Włodzimierz połocki       | 1186–1215                       |               |               |            |
| Borys Dawidowicz          | 1215–1222                       |               |               |            |
| Światosław Mścisławicz    | 1222–1232                       |               |               |            |
| Briaczysław Wasilkowicz   | 1232 – pocz. lat 40. XIII wieku |               |               |            |
| Palemonowicze             |                                 |               |               |            |
| Towciwiłł                 | pocz. lat 40. XIII wieku – 1252 | 1254–1264     |               |            |
| brak danych               | 1252–1254                       |               |               |            |
| Rurykowicze               |                                 |               |               |            |
| Konstantyn Bezręki        | 1264                            | ok. 1267–1307 |               |            |
| Iziasław Briaczysławicz   | 1264                            | 1264–1267 (?) |               |            |
| Gierdeń                   | 1264–1267 (?)                   |               |               |            |
| Palemonowicze             |                                 |               |               |            |
| Wojn                      | ok. 1307–1333                   |               |               |            |
| Lubko                     | ok. 1333–1342                   |               |               |            |
| Giedyminowicze            |                                 |               |               |            |
| Andrzej Olgierdowic       | 1342–1377                       | 1381–1386     |               |            |
| Skirgiełło                | 1377–1381                       | 1386–1392     |               |            |

## Znaczenie we współczesnej białoruskiej historiografiі
Księstwo Połockie w historiografii białoruskiej uważane jest za pierwszy białoruski twór państwowy i za początki Białorusi. Tego rodzaju interpretacja po raz pierwszy ukazała się w 1857 roku w syntezie historii Białorusi Obozrienije istorii Biełorussii s driewniejszych wriemien (pol. Przegląd historii Białorusi od czasów najdawniejszych) Osipa Turczynowicza. Historyk ten dowodził, że źródeł białoruskiej historii należy szukać w księstwie połockim i jego niezależności od Kijowa i Nowogrodu. Publikacja została uznana na Białorusi za przełom w historiografii białoruskiej jako dyscyplinie naukowej. Od tego czasu w pracach autorów białoruskich poświęconych historii tego kraju stale uwzględniano okres księstwa połockiego. Przyczyniało się to do wzmocnienia świadomości wspólnej historii i jej odrębności od sąsiadów, a co za tym idzie, procesu narodotwórczego Białorusinów.